# Kommunalval i Portugal
Kommunalval (eleições autárquicas) hålls vart fjärde år i Portugal. Väljarna får då tre röstsedlar (boletim de voto), och väljer ledamöterna i de lokala 308 kommunstyrelserna (câmara municipal), i de lokala 308 kommunfullmäktigen (assembleia municipal) och i de lokala 3092 kommundelsfullmäktigen (assembleia de freguesia).

Ledaren för det parti som får flest röster i den valda kommunstyrelsen blir som regel kommunordförande (presidente da câmara). Likaledes blir ledaren för det parti som får flest röster i den valda kommundelsfullmäktige kommundelsordförande (presidente da junta). Ordföranden i samtliga kommundelsfullmäktigen får automatiskt plats i kommunens kommunfullmäktige. 
Exempelvis i Lissabon, väljer man en kommunstyrelse med 17 exekutiva ledamöter varav 1 är ordförande, samt stadens kommunfullmäktige med 75 lagstiftande ledamöter varav 51 är direktvalda och 24 är ordföranden i de 24 stadsdelar. För var och en av Lissabons 24 stadsdelar väljs in en stadsdelsfullmäktige. 

## Kommunalval 2017
Den 1 oktober 2017 genomfördes valen till de 308 kommuner och 3092 kommundelar/stadsdelar. Då valdes ledamöterna för mandatperioden 2017–2021. 

Regeringspartiet Partido Socialista (PS) fick flest röster. Oppositionspartiet Partido Social Democrata (PSD/PPD) backade kraftigt över hela landet och stödpartiet Coligação Democrática Unitária (CDU) förlorade 1/3 av sina kommuner.
Resultat - Politisk majoritet i kommunerna:
- Partido Socialista (PS) SOCIALDEMOKRATER - 159 kommuner
- Partido Social Democrata (PSD/PPD) SOCIALLIBERALER - 79 kommuner
- Coligação Democrática Unitária (CDU) KOMMUNISTER och GRÖNA - 24 kommuner
- Oberoende medborgargrupper - 17 kommuner
- Partido Social Democrata (PSD/PPD) SOCIALLIBERALER och Partido Popular (CDS-PP) SOCIALKONSERVATIVA - 16 kommuner
- Partido Popular (CDS-PP) SOCIALKONSERVATIVA - 6 kommuner
- BE RADIKALVÄNSTER - 0 kommuner

## Kommunalval 2013
Den 29 september 2013 genomfördes valen till 308 kommuner och 3092 kommundelar.

Oppositionspartiet Partido Socialista (PS) fick flest röster.

Regeringspartiet Partido Social Democrata (PSD/PPD) backade kraftigt.
Resultat - Politisk majoritet i kommunerna:
- Partido Socialista (PS) – 149 kommuner
- Partido Social Democrata (PSD/PPD) – 86 kommuner
- Coligação Democrática Unitária (CDU) – 34 kommuner
- Partido Social Democrata (PSD/PPD) och Partido Popular (CDS-PP) – 15 kommuner
- Oberoende listor - 8 kommuner
- Partido Popular (CDS-PP) – 5 kommuner
- Mittenhöger koalitioner - 3 kommuner
- BE – 0 kommuner

## Kommunalval 2009
2009 genomfördes kommunalvalen den 11 oktober till 308 kommuner och 4260 kommundelar.

Resultat - Politisk majoritet i kommunerna:
- Partido Social Democrata (PSD/PPD) – 138 kommuner
- Partido Socialista (PS) – 131 kommuner
- Coligação Democrática Unitária (CDU) – 28 kommuner
- Partido Popular (CDS-PP) – 1 kommun
- BE – 1 kommun
- Oberoende listor - 7 kommuner

## Kommunalval 2005
2005 genomfördes kommunalvalen till 308 kommuner och 4260 kommundelar.

Politisk majoritet i kommunerna:
- Partido Social Democrata (PSD/PPD) – 157 kommuner
- Partido Socialista (PS) – 110 kommuner
- Coligação Democrática Unitária (CDU) – 32 kommuner
- Partido Popular (CDS-PP) – 1 kommun
- BE – 1 kommun
- Andra – 7 kommuner